# Walid Tayeb
Walid Tayeb, né le 24 mars 1981, est un footballeur tunisien. Il mesure 1,69 m pour 68 kg.

## Clubs
- avant janvier 2006 : Étoile olympique La Goulette Kram
- janvier 2006-août 2010 : Espérance sportive de Tunis
- août 2010-janvier 2012 : Jeunesse sportive kairouanaise
- janvier 2012-juillet 2013 : El Gawafel sportives de Gafsa
- juillet 2013-? : Union sportive de Djebel Jelloud

## Palmarès
- Coupe nord-africaine des vainqueurs de coupe : 2009
- Ligue des champions arabes : 2009
- Championnat de Tunisie : 2006, 2009, 2010
- Coupe de Tunisie : 2006, 2007, 2008